# Adolf Bieringer
Adolf Bieringer (* 29. August 1928 in Mörsch; † 12. Februar 1988 in Bruchsal) war ein deutscher Jurist und Politiker der CDU.

## Leben und Beruf
Nach dem Abitur am Realgymnasium nahm Bieringer ein Studium der Rechtswissenschaft in Heidelberg auf, das er 1956 mit der Promotion zum Dr. jur. und 1957 mit dem zweiten juristischen Staatsexamen beendete. Anschließend trat er als Assessor in den Verwaltungsdienst des Landes Baden-Württemberg ein. 1961 wurde er zum Regierungsrat ernannt.

## Partei
Bieringer schloss sich der CDU an und wurde in den Landesvorstand der CDU Nordbaden gewählt.

## Abgeordneter
Bieringer war seit 1956 Ratsmitglied der Stadt Bruchsal. Er wurde 1959 in den Kreistag des Kreises Bruchsal gewählt und war nach der Gebietsreform 1973 Kreistagsmitglied des Kreises Karlsruhe. Bei der Bundestagswahl 1961 wurde er über ein Direktmandat im Wahlkreis Bruchsal – Karlsruhe-Land II in den Deutschen Bundestag gewählt, dem er bis 1965 angehörte.

## Öffentliche Ämter
Bieringer amtierte von 1964 bis 1985 als Oberbürgermeister der Stadt Bruchsal. Von 1986 bis zu seinem Tode war er Regierungspräsident des Regierungsbezirks Karlsruhe.

## Sonstiges
1966 wurde er von Kardinal-Großmeister Eugène Kardinal Tisserant zum Ritter des Ritterordens vom Heiligen Grab zu Jerusalem ernannt und am 3. Dezember 1966 im Augsburger Dom durch Lorenz Kardinal Jaeger, Großprior der deutschen Statthalterei, investiert. Er war zuletzt Komtur des Ordens.